# Przylistek

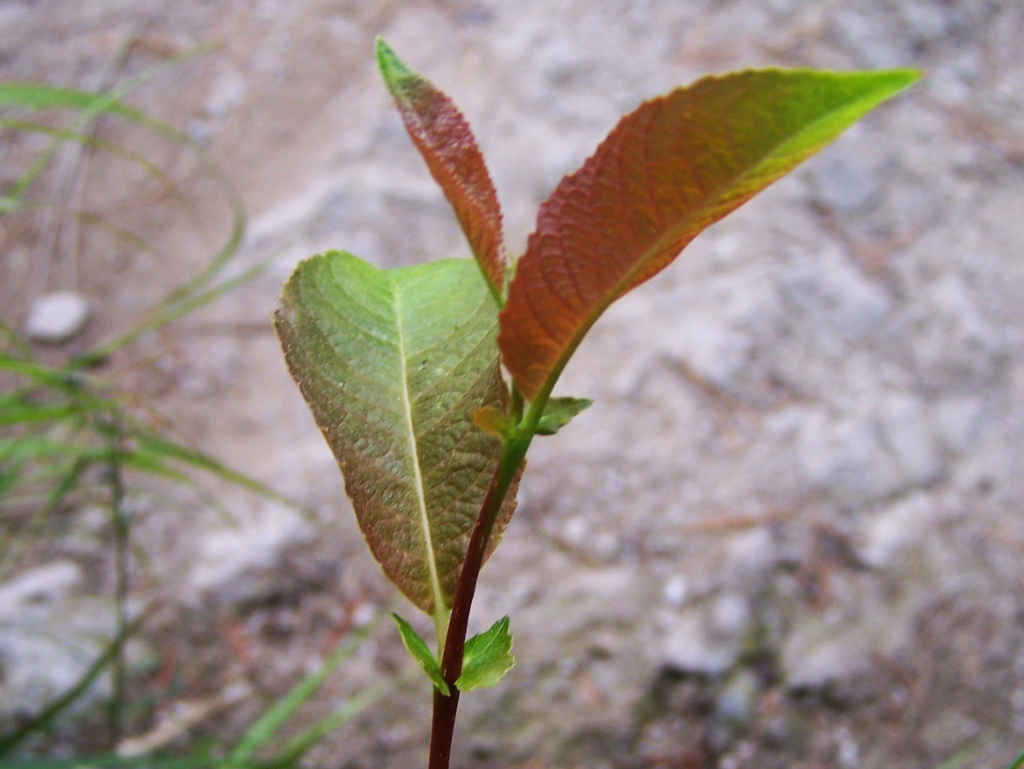
Duże przylistki wierzby śląskiej

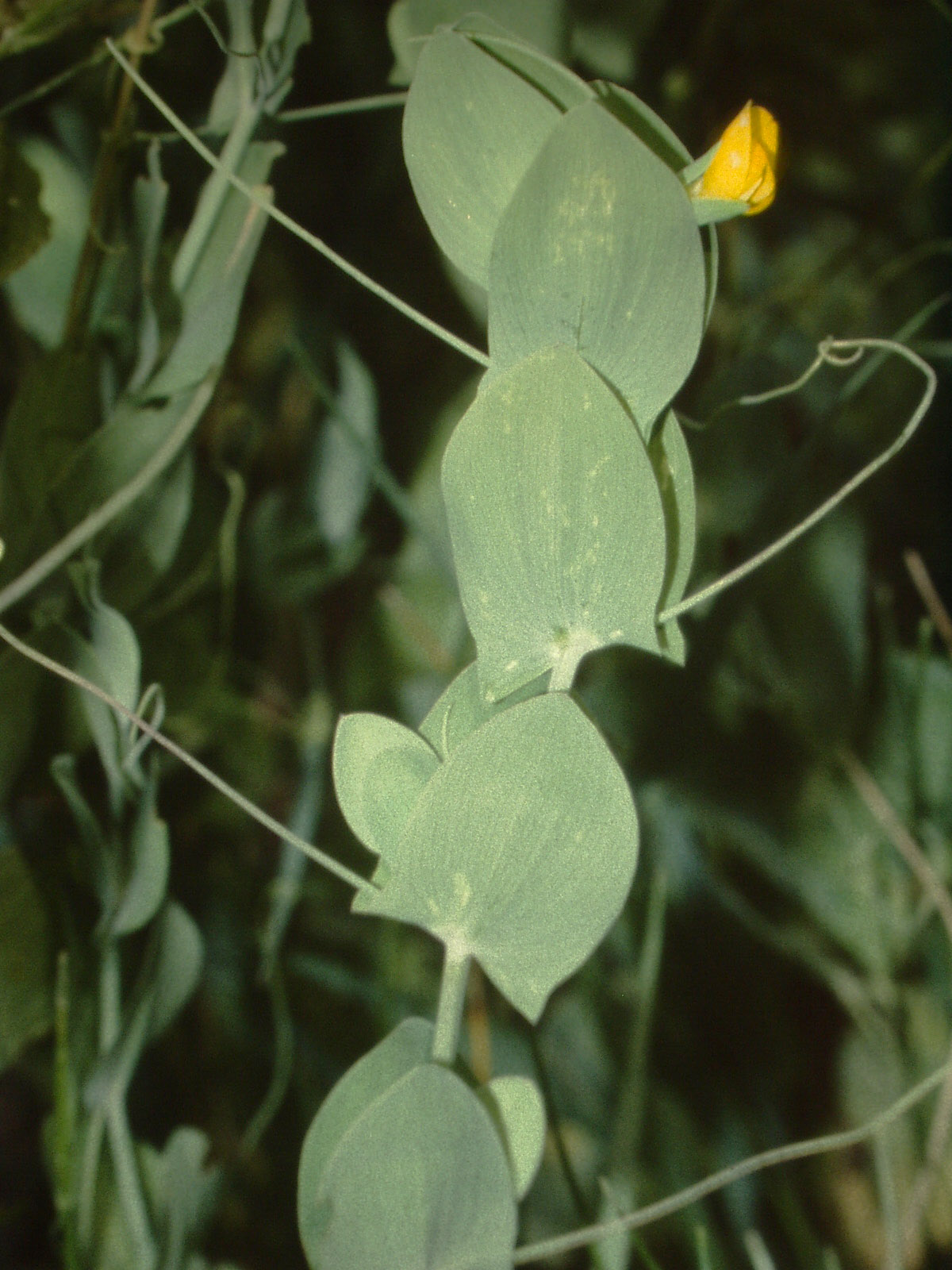
Blaszka przekształcona w wąs czepny i przylistki pełniące funkcję asymilacyjną u groszku Lathyrus aphaca

Przylistek (łac. stipula, ang. stipule) – organ wykształcający się po obu stronach nasady ogonka liściowego lub liścia siedzącego u wielu przedstawicieli roślin okrytonasiennych. Wykształcają się one zwłaszcza u podstawy liści zaopatrywanych przez trzy ślady (luki) liściowe. Powstają z dolnej części zawiązka liściowego (z górnej powstaje zwykle ogonek i blaszka liściowa). Wykształcają się jako zróżnicowane morfologicznie i pełniące rozmaite funkcje organy. Często mają postać liściokształtną i pełnią funkcję asymilacyjną (np. u groszku Lathyrus aphaca), czasem dodatkowo chronią zawiązki i młode liście. Szczególną rolę ochronną pełnią łuskowate przylistki okrywające pąk i chroniące go przed uszkodzeniem (np. w przypadku pąków zimujących). U niektórych roślin (np. u robinii) przylistki wykształcają się jako ciernie, u innych mają postać włosków lub gruczołów.
Wyróżnia się:
- przylistki wolne – nie są zrośnięte z ogonkiem liściowym,
- przylistki przyrośnięte – wewnętrznym brzegiem zrośnięte są z ogonkiem liściowym,

oraz:
- trwałe – utrzymujące się na łodydze przez długi czas, podobnie jak liście,
- nietrwałe – szybko opadające; na łodydze przeważnie się ich nie obserwuje.

Występowanie przylistków, ich wielkość i morfologia ma znaczenie przy oznaczaniu niektórych gatunków roślin. Są stałym lub częstym elementem budowy roślin niektórych rodzin (np. różowatych, bobowatych, wierzbowatych).

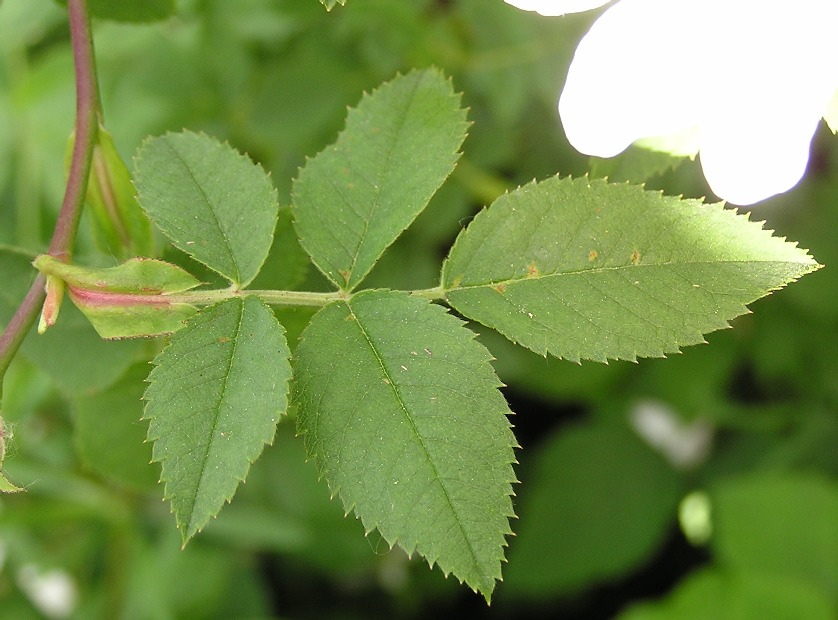
Liściaste przylistki u nasady liścia róży dzikiej Rosa canina
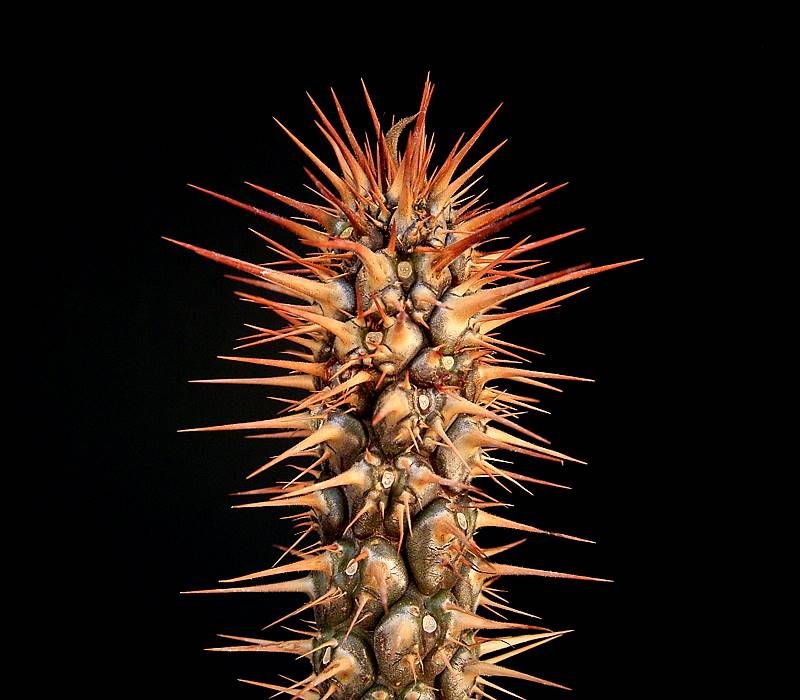
Cierniste przylistki u podstawy ciernistych liści wilczomlecza Euphorbia didieroides
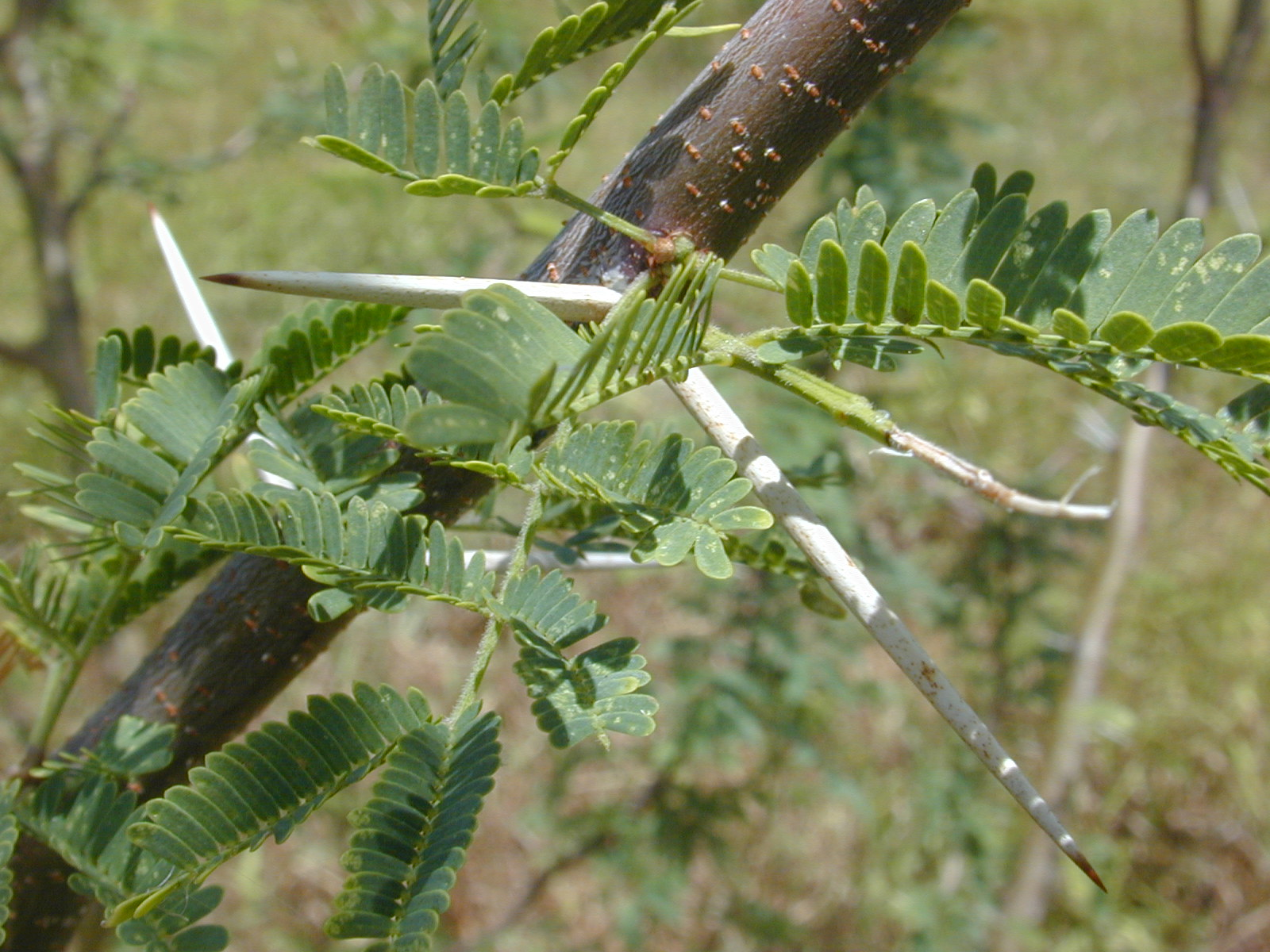
Cierniste przylistki jadłoszyna Prosopis pallida
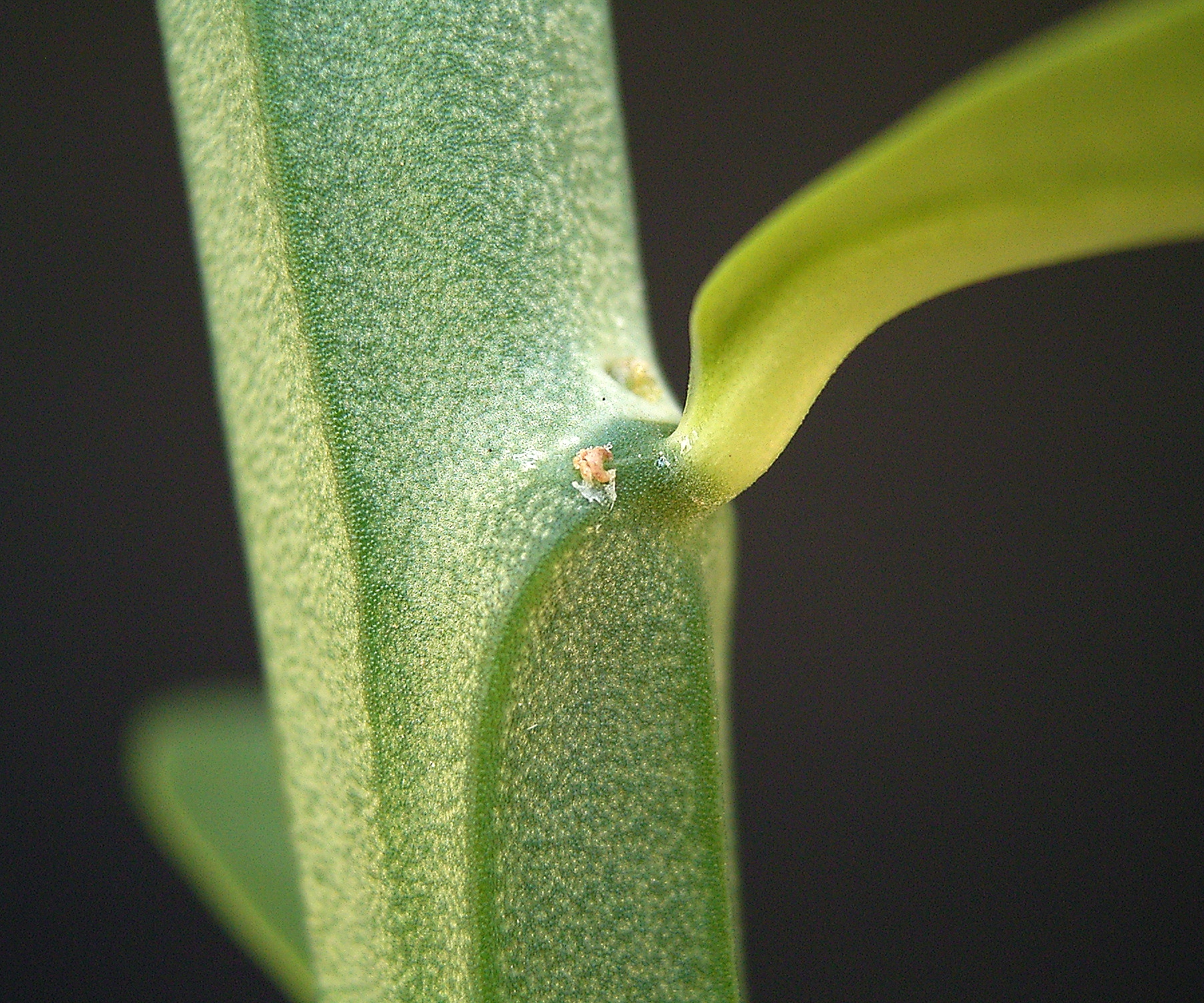
Gruczołowate przylistki wilczomlecza Euphorbia pteroneura
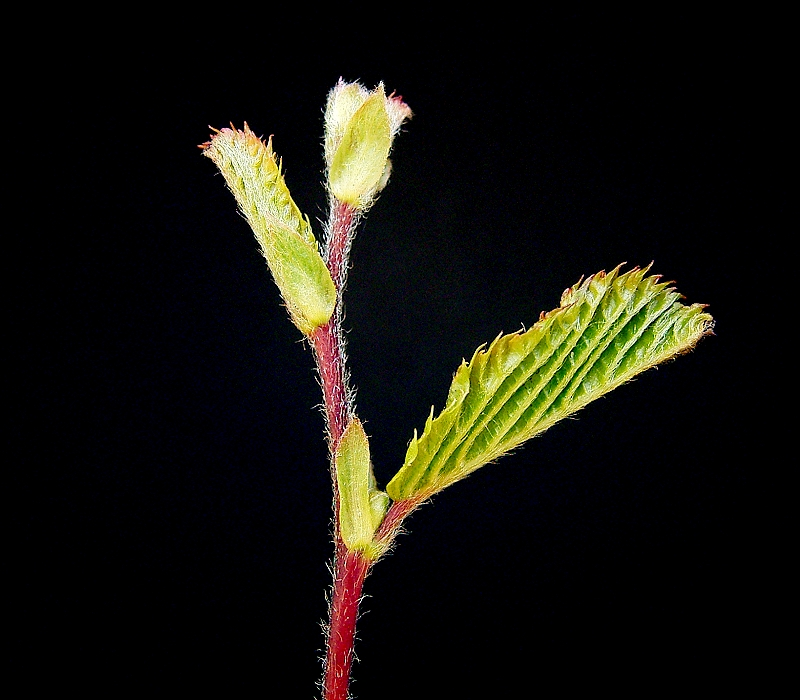
Przylistki chroniące młode liście grabu zwyczajnego Carpinus betulus
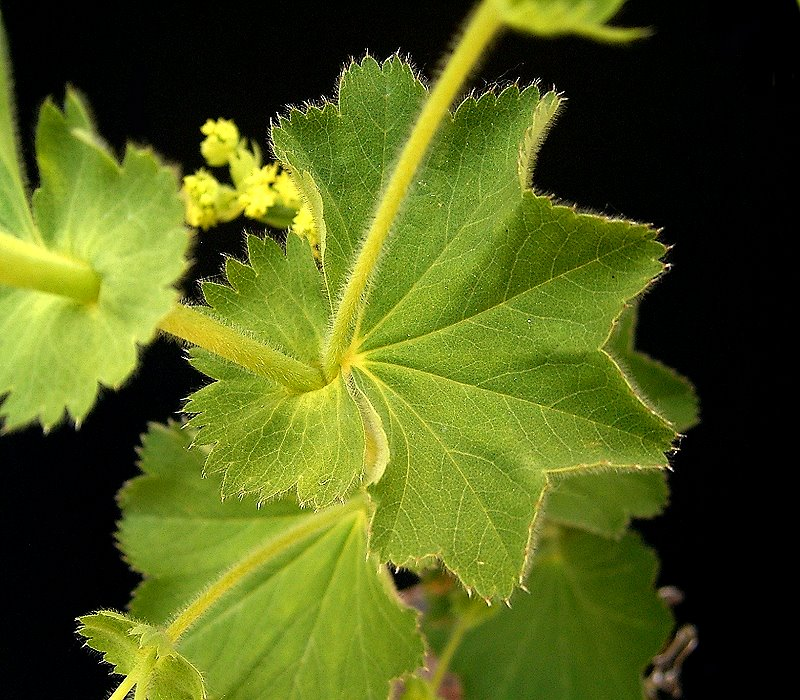
Zrośnięte, liściokształtne przylistki (po lewej) przywrotnika Alchemilla mollis
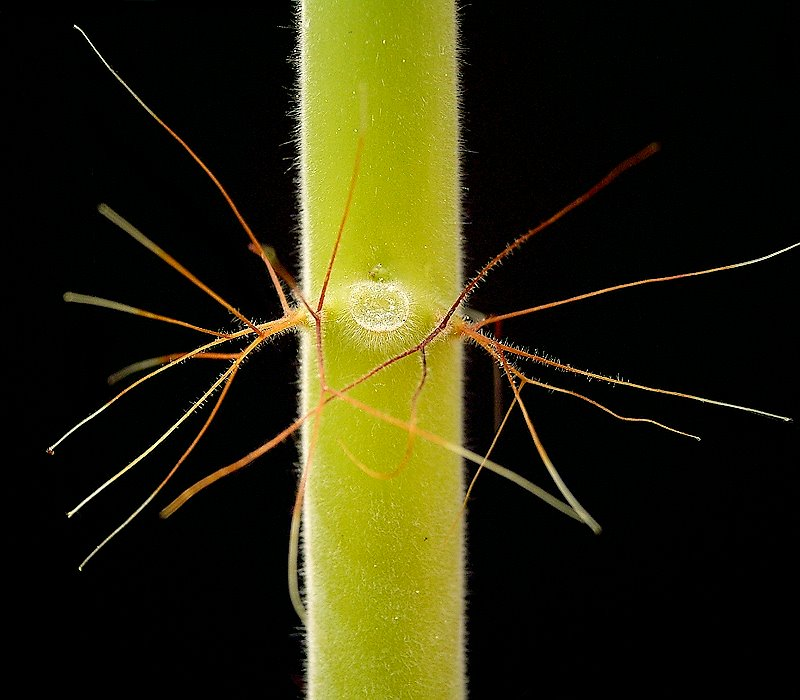
Przylistki tworzące gruczołowate włoski jatrofy Jatropha spicata
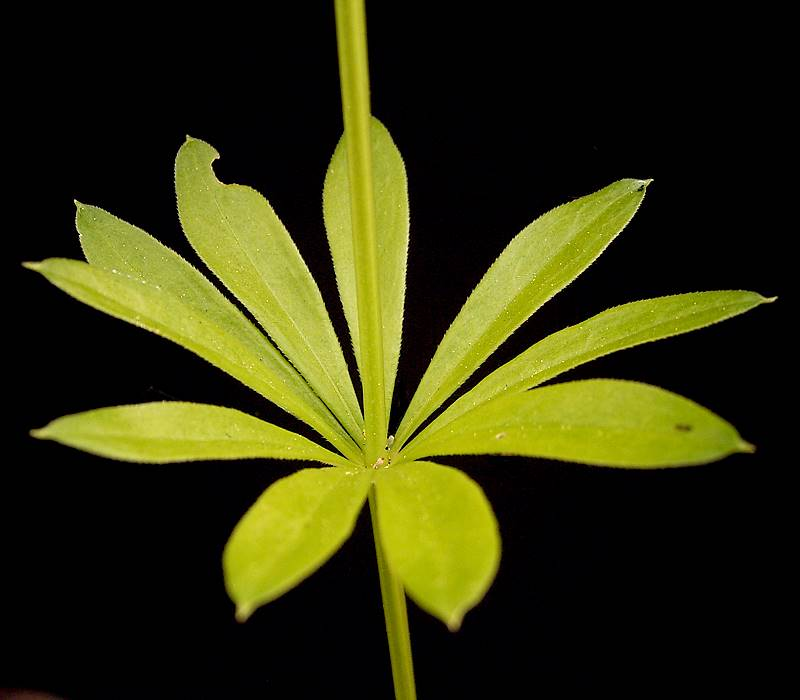
Para liści i liściokształtne przylistki przytulii wonnej Galium odorata
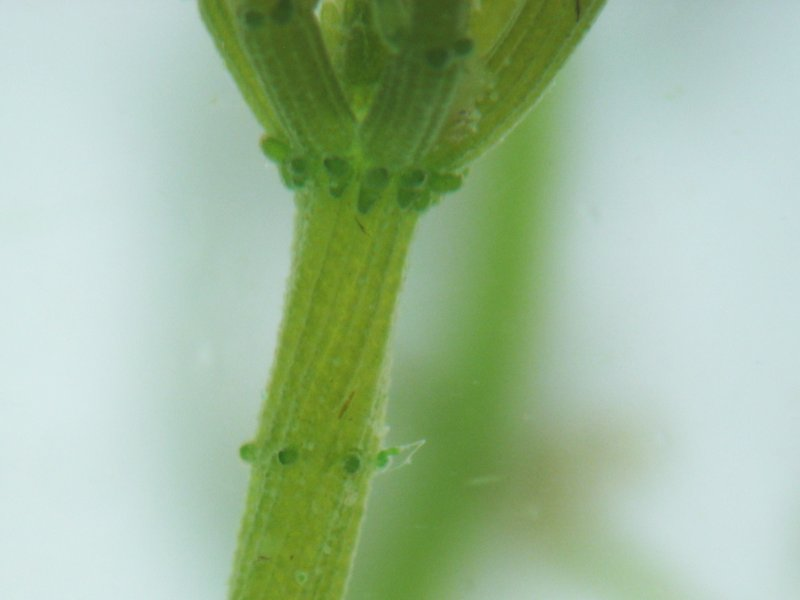
Dwa okółki przylistków ramienicy przeciwstawnej Chara contraria pod okółkiem nibyliści (niżej widoczne  podobne do przylistków kolce)

## Przylistki ramienic
U ramienic właściwych przylistkami (ang. stipulodes) nazywane są drobne, jednokomórkowe twory wyrastające w okółkach poniżej okółka nibyliści. Mają one kształty od brodawkowatych przez wałeczkowate do igiełkowatych. Są związane z okorowaniem. Często, lecz nie zawsze, przylistki z górnego okółka są większe niż z dolnego.